# Carl Wesenberg-Lund
Carl Jørgen Wesenberg-Lund (født 22. december 1867 i København, død 12. november 1955 i Hillerød) var en dansk zoolog og økolog (ferskvandsbiolog). Han var en pionér inden for naturfredning i første halvdel af 1900-tallet. Han forfattede mange videnskabelige værker, en mængde populærvidenskabelige artikler og bøger, og var tillige en ivrig debattør. Han grundlagde Ferskvandsbiologisk Laboratorium i Hillerød.

## Liv og gerning
Han var søn af skibsfører C.T.V. Lund (død 1870) og hustru Manna f. Wesenberg (død 1929).
I 1887 blev han student fra Frederiksborg Statsskole i Hillerød, i 1893 mag.scient., i 1894 undervisningsassistent på Landbohøjskolen, i 1895 modtog han universitetets guldmedalje, i 1899 blev han dr.phil. på disputatsen Danmarks Rotifera I, i 1911 leder af universitetets Ferskvand-Laboratorier i Hillerød, i 1918 medlem af Videnskabernes Selskab, i 1922-1939 professor i ferskvandsbiologi ved Københavns Universitet.
I 1895-1896 deltog han i Ingolf-ekspeditionen, og 1897 lykkedes det ham ved Furesø at få oprettet et ferskvandsbiologisk laboratorium, der senere afløstes af universitetets laboratorier i Hillerød i 1911 og ved Tjustrupsø i 1916. I 1922 udnævntes han til ekstraordinær professor. Ved sin dygtighed som biologisk forsker, ved sin ualmindelige arbejdsevne og ved sine meget alsidige interesser, der endog strakte sig ind på botaniske og geologiske områder, udførte han i årenes løb et stort og fortjenstfuldt arbejde med udforskningen af dyrelivet i vore ferske vande: i 1897 kom således en undersøgelse over ferskvandsbryozoerne, i 1898 et arbejde over danmarks hjuldyr, der skaffede ham doktorgraden, endvidere 1904—08 det store, af talrige tavler ledsagede værk "Studier over de danske Søers Plankton", der blev af grundlæggende betydning. I en række arbejder, offentliggjorte i udenlandske tidsskrifter, behandlede han insektlivet i vore søer og åer, og samtidig fik han i let tilgængelig form givet en oversigt over det samme emne i "Insektlivet i ferske Vande" (1915). Af hans senere arbejder kan nævnes "Furesøstudier" (1917), undersøgelser over de danske myg (1921), over hjuldyrenes biologi (1923) samt over klokkedyret Zoothamnium (1925).

## Hædersbevisninger
Han modtog adskillige æresbevisninger: æresborger i Hillerød 1947; æresmedlem af la Société zoologique de France (1913), af les Naturalistes belges i Bruxelles (1917), af the Quekett Microscopical Club London (1923), af Naturhistrorikerselskabet i Moskva (1923) og af Entomologisk Selskab i Helsinki 1930; medlem af Societas pro fauna et flora Fennica (1918) (senere æresmedlem), af Vetenskapssocieteten i Uppsala (1922) og af Kungliga Fysiografiska Sällskapet i Lund 1925; korresponderende medlem af Zoological Society, London, 1926; medlem af Preussische Academie der Wissenschaften, Berlin 1935; æresmedlem at Sveriges Entomologiska Förening i Stockholm 1936, af Kungliga Vetenskapsakademien i Stockholm 1937 og af Kaiserliche Leopoldinisch-Carolinische deutsche Akademie der Naturforscher 1937; udenlandsk medlem af the Linnean Society of London 1938 og af Videnskabernes Selskab i Warszawa 1938; medlem af Akademiet for de tekniske Videnskaber 1939; medlem af Commité internationale Malariologique i Rom 1927-32; formand for den danske sektion for International Bird Protection 1928-35; medlem af Comité Belge pour la protection de la Nature, Bruxelles, 1928; æresdoktor ved Uppsala Universitet 1932; medlem af bestyrelsen for E Herborgs Legat 1929-41; æresmedlem af det rumænske akademi, Bukarest 1942; modtager af Internationale Limnolog-Vereins Naumann-medalje 1942; medlem af Academia Scientiarum Fennica, Helsingfors 1946; æresmedlem af Entomologiska Sällskapet i Lund 1947. Han modtog en guldmedalje for videnskabelig virksomhed fra nordiske biologer i 1947. Han var kommandør af 1. grad af Dannebrogordenen og Dannebrogsmand.

## Privat
Han var gift med Jenny W-L., f. 11. oktober 1867 i Hillerød, datter af købmand Axel O. Knudsen (død 1885) og hustru Laura f. Mengel (død 1913). Datteren Elise (1896-1969) var 1925-32 gift med den kendte zoolog Ingvald Lieberkind (1897-1972).